# Битка код Ентитама
Битка код Ентитама (енгл. Battle of Antietam), вођена 17. септембра 1862, била је део Америчког грађанског рата. После друге победе код Бул Рана, јужњачка војска Вирџиније под командом Роберта Лија и Стоунвола Џексона кренула је на север и упала у унионистичку државу Мериленд. На реци Ентиетам, притоци реке Потомак, јужњачке трупе нападнуте су од двоструко надмоћније војске Уније, која је упућена из Вашингтона. Иако су Јужњаци успели да одбране своје положаје, после битке повукли су се назад у Вирџинију. Иако се исход ове битке у тактичком смислу може сматрати нерешеним (или, чак, победом Конфедерације), у стратегијском смислу била је ово победа Севера, пошто је овом битком окончана јужњачка офанзива на Мериленд.

## Позадина

### Неуспела офанзива Уније на Ричмонд
У пролеће 1862. снаге Уније под командом генерала Џорџа Меклелена (око 190.000 људи) кренуле су у офанзиву на Ричмонд, где су сецесионисти имали 85.000 људи. Након завршених покрета, претходних дејстава и прикупљања у мају и јуну, противничке снаге биле су спремне за обрачун.
Без обзира на слабији однос снага, командант сецесионистичких трупа генерал Роберт Ли наредио је 26. јуна напад, чиме је започела седмодневна битка код Ричмонда. Пораз корпуса на левој обали реке Чикахоминија (енгл. Chickahominy River) изазвао је у штабу армија Севера велико обесхрабрење. Не верујући више да може потући Лија и заузети Ричмонд, Меклелен је одлучио да одступи до доњег тока реке Џејмс (енгл. James River), сматрајући да офанзиву може поновити само са знатним појачањима.
У Вашингтону су били другог мишљења, па су место њега за врховног команданта одредили генерала Хенри Хелека (енгл. Henry Halleck). Овај је наредио пребацивање армије морем у Еквија Крик (енгл. Aquia Creek), притоку Потомака, да би се ради поновне офанзиве према Ричмонду могла спојити с армијом генерала Поупа кога је Линколн поставио за команданта свих снага на Репехенеку (енгл. Rappahannock River) и у долини Шенандое.

### Офанзива Конфедерације у Северну Вирџинију
Ово радикално мењање операционог плана раставило је снаге Севера у опасној мери, а Ли је умео да искористи ову слабост. Меклелен, који је смењен са дужности врховног команданта снага Севера, али је задржао команду над армијом на Потомаку, са главнином је још био на доњем Џејмсу када је Ли, закључивши да се Унионисти спремају да евакуишу полуострво Вирџинија, оставио пред Ричмондом 20.000 људи, а са 50.000 кренуо у Северну Вирџинију да би тамошњим снагама Севера задао ударац још док је Меклелен пловио морем. Ли је снаге генерала Поупа нашао на јаком положају иза реке Репехенека и, одлучивши се за широк обухват десног крила, изнудио 29. и 30. августа другу битку на Бул Рану. Лијеве трупе су одбиле све нападе униониста, али нису могле спречити њихово повлачење у Вашингтон.

### Упад Конфедерације у Мериленд
Поуп је принуђен да препусти команду Меклелену, који је тада одређен за команданта свих унионистичких снага на Потомаку (око 150.000 људи). Ли није желео да друга победа на Бул Рану остане неискоришћена и, пошто је добио појачање, ушао је у Мериленд да би ову државу одвојио од Уније. Влада није дозволила Меклелену да са целом армијом крене против Лија; 60.000 морао је оставити ради заштите Вашингтона, али је са 90.000 ипак био два пута јачи од Лија, који се пред њим повукао иза реке Ентитем. Овде га је Меклелен напао 17. септембра.

## Битка
Ентитем (енгл. Antietam) је лева притока реке Потомак (енгл. Potomac River) у држави Мериленд. Командант снага Југа, генерал Роберт Ли, решио је да са својом армијом (око 55.000 људи) прими битку иза реке Ентитема. Његови заштитни делови успели су да задрже надирање армије Севера под генералом Џорџом Меклеленом, око 90.000 људи, на прелазима преко Јужне планине (енгл. South Mountain) до 14. септембра увече. Истог дана генерал Томас "Стуонвол" Џексон освојио је Харперс Фери (енгл. Harpers Ferry) и пожурио да се на Ентитаму споји са снагама генерала Лија. Генерал Меклелен није искористио развученост снага Југа. Напао их је тек 17. септембра, када је Стоунвол Џексон са главнином својих снага већ стигао до Шарпсбурга (енгл. Sharpsburg). Снаге Севера нападале су појединачно и некоординисано, те су сви њихови напади одбијени. Своју резерву Меклелен уопште није ангажовао.

## Последице
Сутрадан Меклелен није обновио напад, па се Ли неометано повукао преко Потомака у Вирџинију. Губици су износили: Севера 13.000, а Југа 8.000 људи.
Иако су сецесионисти код Ентиетама одбили све нападе, и поред тога, пред великом надмоћншћу трупа Севера, морали су да напусте Мериленд. Како је Меклелен оклевао да у Вирџинији изнуди другу битку, замењен је генералом Е. Бернсајдом, који је прихватио нов план: да крене преко Екви Крика до Репехенека, пређе реку изненада код Фредриксбурга и настави наступање право ка Ричмонду. Али је Ли успео да на време поседне положај на висовима код Фредриксбурга где је 15. децембра одбио напад униониста, који су претрпели страховите губитке. Обе противничке стране презимиле су раздвојене Репехенеком.